# The Long Night
«The Long Night» es el tercer episodio de la octava y última temporada de la serie de fantasía medieval de HBO, Game of Thrones. Fue escrito por David Benioff y D. B. Weiss, y dirigido por Miguel Sapochnik. Es el episodio con más duración en la historia de la serie, con 82 minutos.
«The Long Night» tiene lugar en Invernalia y se centra en la batalla entre el Ejército de los Muertos y los ejércitos combinados de los vivos. El título del episodio es una referencia al histórico invierno que ocurrió hace miles de años, en el que los Caminantes Blancos llegaron por primera vez a Poniente.
El episodio recibió críticas mayoritariamente positivas por los críticos y audiencia, quienes elogiaron la grandiosa edición visual y la escala de la batalla, el regreso de Melisandre, las escenas de Arya Stark y la redención de Theon Greyjoy como puntos destacados. Sin embargo, las críticas también se dirigieron a la poca iluminación del episodio, mientras que otros encontraron la repentina resolución de la batalla como algo anticlimático.
«The Long Night» marcó las apariciones finales de Carice van Houten (Melisandre) y Vladimir Furdik (Rey de la Noche).

## Argumento

### En Invernalia
A medida que cae la noche en Invernalia, las fuerzas combinadas de los vivos, conformados por los Dothraki (comandados por Jorah Mormont), los Inmaculados (liderados por Gusano Gris), los Caballeros del Valle (flanqueados por Brienne de Tarth y Jaime Lannister), y el ejército del Norte (liderados por la Hermandad sin Estandartes y la Guardia de la Noche) se preparan para luchar contra el Ejército de los Muertos. Bran es enviado al Bosque de los Dioses para atraer al Rey de la Noche, defendido por los Hijos del Hierro, dirigidos por Theon Greyjoy. Jon y Daenerys montan en los dragones Rhaegal y Drogon a las afueras del campo de batalla para esperar la oportunidad de emboscar al Rey de la Noche. Cuando la batalla está a punto de comenzar, Melisandre llega y con un encantamiento enciende los arakhs de la horda Dothraki con fuego.
Comenzando la batalla, los Dothraki se adelantan pero son aniquilados rápidamente en la oscuridad. Jorah regresa con los Inmaculados y, a medida que comienzan su formación, una ráfaga de tormenta de nieve trae a los espectros y comienzan a aplastar a las fuerzas de los vivos. Eddison Tollett, el último comandante de la Guardia de la Noche, muere salvando a Sam. Jon y Dany comienzan a quemar a los espectros que avanzan, mientras que los vivos se retiran al castillo, protegidos por los Inmaculados restantes. En Bosque de los Dioses, Bran se convierte en un cuervo para seguir al Rey de la Noche, quien detiene el ataque de los dragones vivos, montando el dragón muerto Viserion. Con Daenerys incapaz de encender la trinchera defensiva para retrasar a los muertos, los Inmaculados protegen a Melisandre mientras realiza un encantamiento para encenderla. La trinchera en llamas demuestra ser temporalmente efectiva, pero los muertos logran avanzar, obligando a los defensores a dispersarse rápidamente a lo largo de Invernalia.
Mientras defiende el muro, Arya se lesiona y es perseguida por un grupo de espectros. Detrás de ellos van Sandor Clegane y Beric Dondarrion. Beric se sacrifica para permitir que Arya y Clegane escapen. Arya se encuentra con Melisandre, quien alienta a Arya a cumplir una profecía. El Rey de la Noche usa su dragón para derribar una parte del muro, mientras que un espectro gigante rompe la puerta y ataca al ejército Mormont. La pequeña Lyanna mata al gigante, pero muere debido a la caída. Jon logra empujar al Rey de la Noche de su dragón, y luego Daenerys trata de quemarlo. Inmune al fuego del dragón, el Rey de la Noche toma una lanza y falla en intentar matar a Drogon. Jon corre para enfrentarlo en combate, pero el Rey de la Noche reanima a todos los muertos de Invernalia, incluidos los enterrados bajo las criptas, que comienzan a atacar a los civiles, entre ellos Sansa, Tyrion y Varys. Daenerys regresa y quema a los espectros que rodeaban a Jon, quien corre rápidamente en busca de Bran. Él es detenido por Viserion, mientras que Dany se desmonta de Drogon. Rodeada de muertos, ella es rescatada por Jorah Mormont, quien muere valientemente defendiéndola.
El Rey de la Noche llega finalmente al Bosque de los Dioses y mata a Theon Greyjoy. Cuando la esperanza se desvanece y el Rey de la Noche se prepara para matar a Bran, Arya lo embosca desde la oscuridad. El Rey de la Noche intenta asesinar a Arya pero ella lo mata con su daga de acero de valyrio (la que anteriormente Meñique le entregó a Bran). El Rey de la Noche muere y los Caminantes Blancos y espectros caen.
A medida que el sol comienza a salir, Melisandre, terminando con éxito su propósito, abandona el castillo y se adentra en la nieve, ante la mirada de Davos. Ella deja su collar en el suelo y envejece hasta morir.

## Producción

### Guion
El episodio fue escrito por David Benioff y D. B. Weiss, Archivado el 30 de abril de 2019 en Wayback Machine. siendo su primer guion de la última temporada.

### Grabación
El episodio fue dirigido por Miguel Sapochnik. La grabación tuvo lugar en Moneyglass, Saintfield y Belfast y les tomó 55 noches seguidas durante 11 semanas hacerlo. El cineasta Fabian Wagner describió el rodaje como "físicamente agotador". Sapochnik estudió la batalla del Abismo de Helm en El Señor de los Anillos: Las dos Torres para organizar las escenas de batalla de manera que "no haga que el público sienta fatiga durante la batalla".

## Recepción

### Audiencia
El episodio fue visto por 12.02 millones de personas en su primera emisión en televisión, siendo así el episodio más visto de la temporada hasta el momento. Contando las plataformas de streaming oficiales de HBO, 'The Long Night' tuvo un récord de audiencia de 17.8 millones de espectadores, superando ampliamente a los anteriores episodios.

### Crítica
En el agregador de comentarios Rotten Tomatoes, el episodio tiene un índice de aprobación del 73% basado en 96 comentarios, con un promedio de 8.97/10. El consenso del sitio dice: "El invierno llegó y se fue, y Arya Stark puede ser oficialmente la mujer más mala del planeta; pero a pesar de ofrecer momentos épicos y emocionantes, 'La Larga Noche' deja algunas cosas que desear (¿iluminación?) dirigiéndose al tramo final".
El episodio fue elogiado por su dirección y cinematografía. James Hibberd, de Entertainment Weekly, escribió: "Una vez más, el director Miguel Sapochnik ha creado una epopeya de acción que logra tejer historias basadas en personajes a través de una batalla clara y comprensible. Tantos éxitos de taquilla de Hollywood que han sido confusos, desafiantes a la física y abiertamente aburridos, mientras Juego de Tronos continúa haciendo que cada batalla sea única, convincente y con una base".
La inesperada muerte del Rey de la Noche de la mano de Arya también fue elogiada. Escribiendo para The Ringer, Alison Herman escribió: "Que Arya sea la que selló el final es alentador, al menos. No fue Dany, con toda su charla sobre salvar los Siete Reinos. Ni fue Jon, quien terminó la batalla cerca de su quiebre y en un combate a gritos con un dragón zombie. En cambio, fue la mujer que aprendió a dominar la muerte y, en última instancia, la rechazó, empuñando la misma arma que causó tanta pena a su familia".
Las fuertes críticas se centraron en la prematura derrota de la amenaza de los Caminantes Blancos. Caroline Fromke de Variety escribió: "Después de años de subrayar cuán enorme y aterradora y devastadora sería la amenaza de la destrucción de los Caminantes Blancos, volver a sumergirse en 'quien se siente en una silla puntiaguda' se sentirá muy tonta". Zach Kram, de The Ringer, lo calificó como "una conclusión extrañamente insatisfactoria para una historia que ha sostenido el programa desde el principio... Parece que las preguntas más importantes se quedarán sin respuesta por siempre". Algunos críticos también notaron que el episodio aparentemente no concluyó el arco de la profecía "Azor Ahai", ya que esperaban que Azor Ahai matara al Rey de la Noche, pero Arya Stark no cumple con los requisitos para serlo.
La conclusión de la historia de los Caminantes Blancos ha provocado un debate entre los comentaristas del programa. En respuesta a las críticas, el escritor Erik Kain de Forbes argumentó que fue un final perfecto para lo que finalmente fue una historia secundaria de Juego de Tronos, al escribir: "El Rey de la Noche (que no está realmente en los libros) es un personaje poco interesante. Más concretamente, no es realmente de lo que se han tratado estas historias. Joffrey fue un villano más interesante que el Rey de la Noche. Cersei es mucho, mucho más interesante y convincente, porque es una persona real con verdaderas motivaciones, miedos, amor y odio". El escritor Tim Goodman de The Hollywood Reporter sostiene que la reacción polarizada del episodio es un comentario sobre cómo es imposible complacer a todo un público de programa de televisión con el enlace de Juego de Tronos, haciendo comparaciones con la recepción de los finales de Breaking Bad, Mad Men, Los Soprano y The Wire. Goodman concluye que "los fanáticos (de televisión) son una combinación de saber exactamente lo que quieren de ti y de la historia, no saber lo que quieren pero están dispuestos a criticarte si no lo consiguen".